# Equisetum ascendens
Equisetum ascendens är en fräkenväxtart som beskrevs av Lubienski och Bennert. Equisetum ascendens ingår i släktet fräknar, och familjen fräkenväxter. Inga underarter finns listade i Catalogue of Life.